# Sparkassen Münsterland GIRO

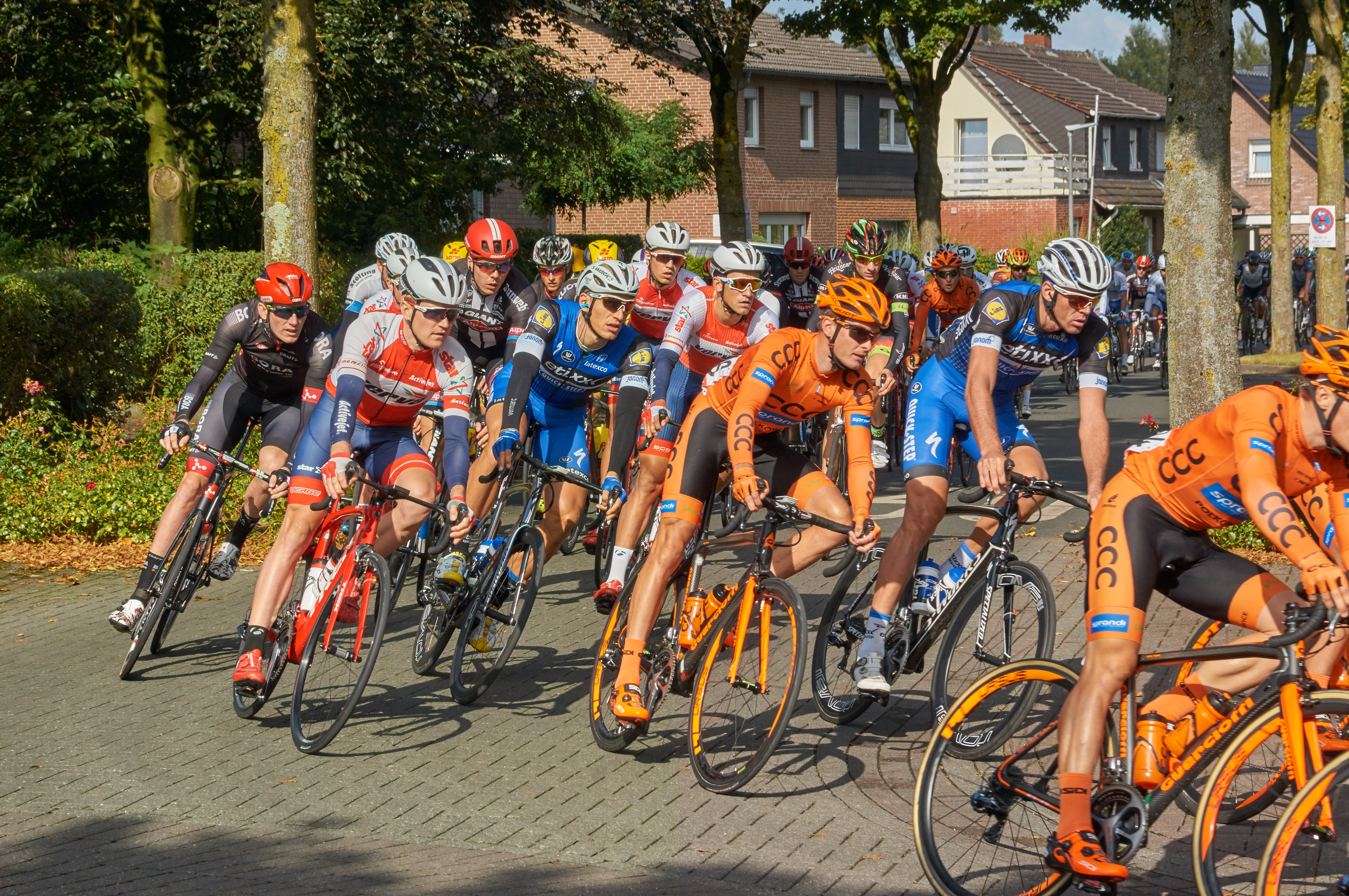
Das Hauptfeld passiert Coesfeld im Jahr 2016.

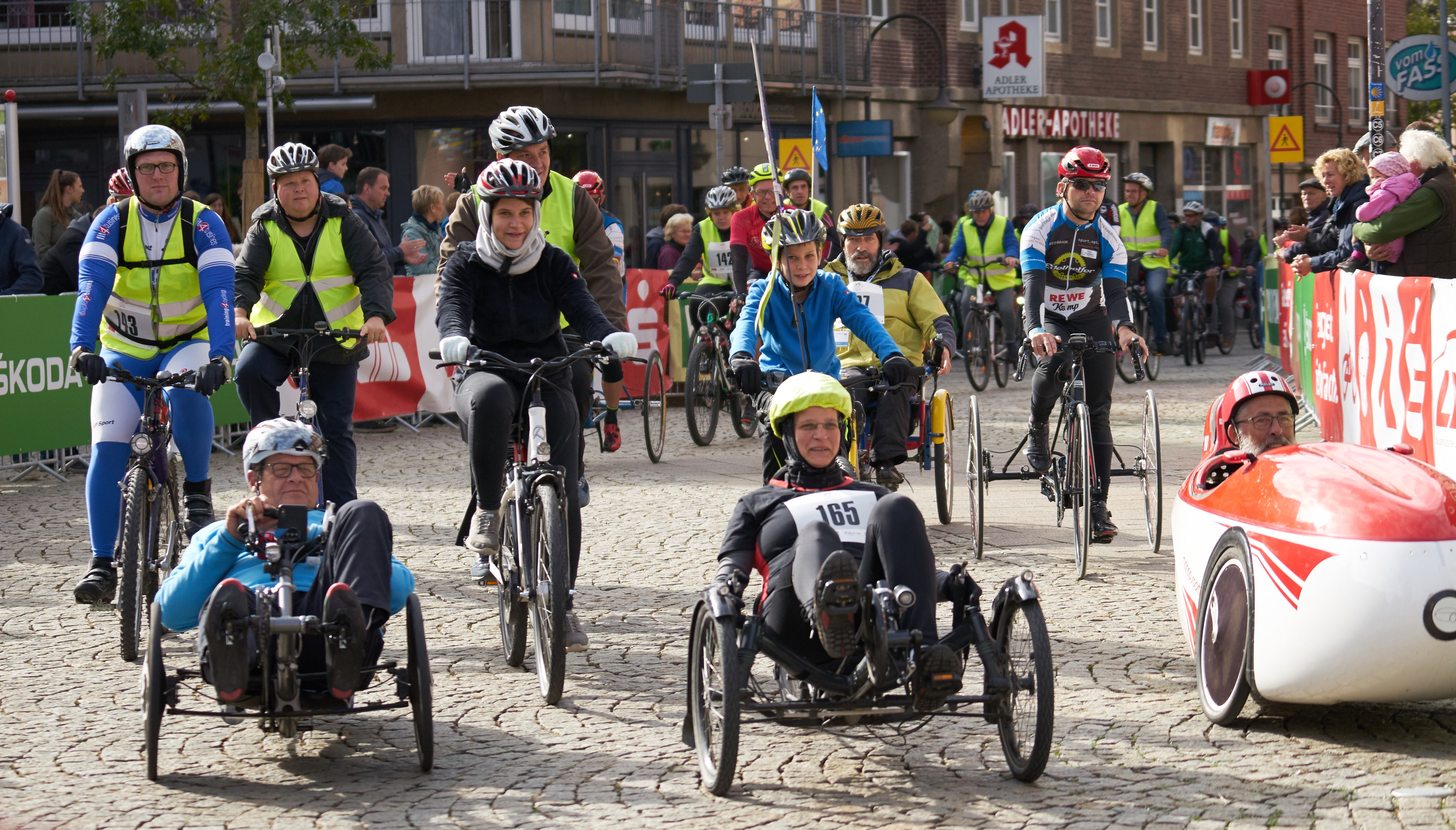
Menschen mit und ohne Beeinträchtigungen gemeinsam unterwegs beim Giro Inklusiv 2018 in Coesfeld

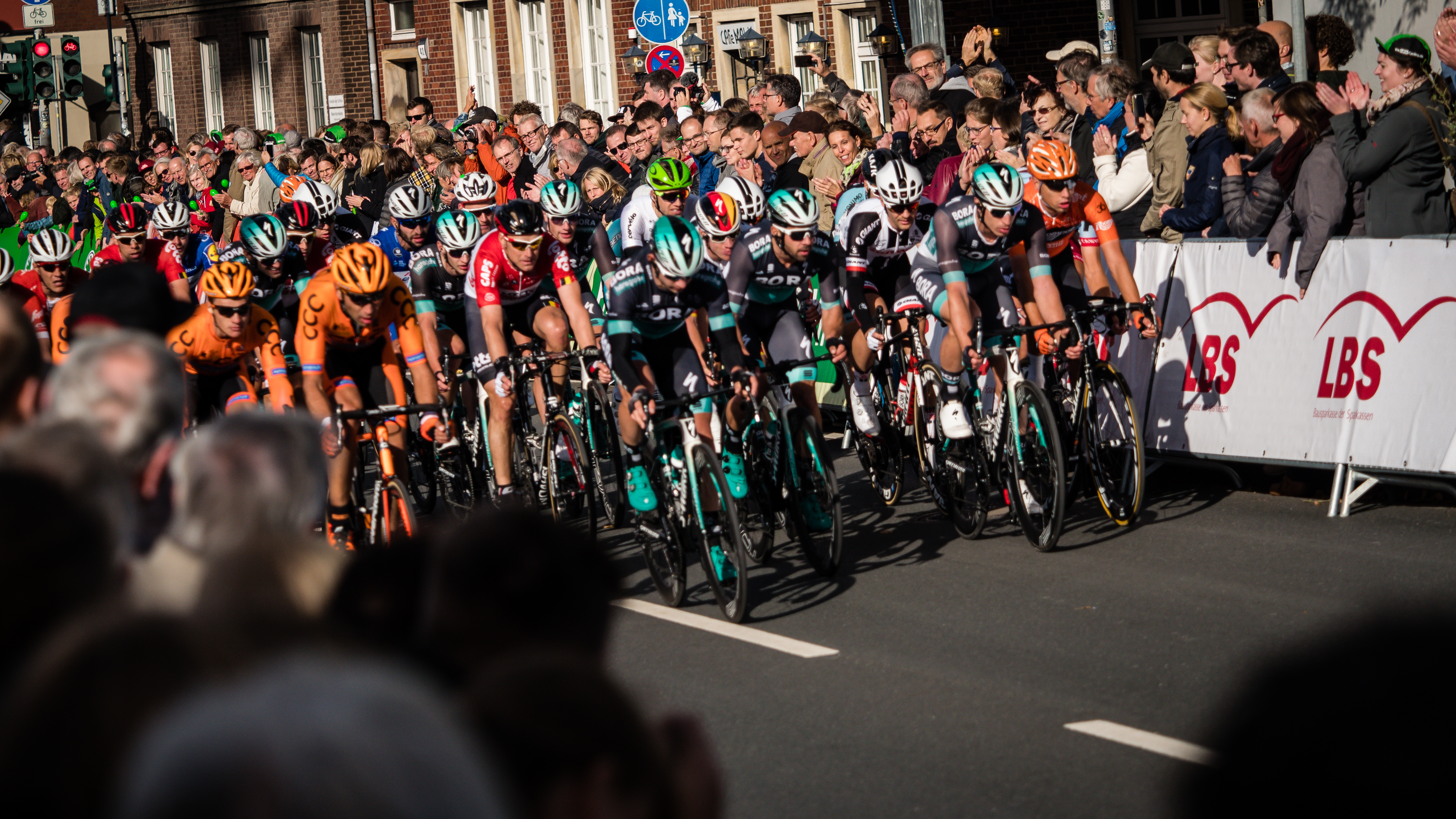
Gewinner Max Walscheid (3.v.r.) im Hauptfeld bei der ersten Zieldurchfahrt am Schlossplatz im Jahr 2018.

Der Sparkassen Münsterland Giro ist ein Radsport-Eintagesrennen im Münsterland mit Ziel in Münster. Es wird seit dem Jahr 2006 jährlich am 3. Oktober, dem Tag der Deutschen Einheit, ausgetragen und stellt den Nachfolger des Rennens Groningen–Münster dar.
Das Rennen wurde von Beginn an in den Rennkalender der UCI Europe Tour zunächst in UCI-Kategorie 1.1 aufgenommen. 2015 wurde es in hors catégorie hochgestuft. Die Austragung des Jahres 2020 wurde Teil der neugeschaffenen UCI ProSeries.
Parallel zum Eliterennen finden Jedermann-Rennen über verschiedene Distanzen für Amateure und Gelegenheits-Radsportler statt. Start- und Zielort ist jeweils Münster. Seit 2017 wird am jeweiligen Startort des Profirennens ein Münsterland Giro Inklusiv über Strecken von 5 und 10 Kilometer (nicht nur) für Menschen mit Beeinträchtigungen ausgetragen.
Die Austragung des Jahres 2020 wurde infolge der COVID-19-Pandemie abgesagt.

## Streckenführung
Startort des ersten Profirennens im Jahr 2006 war Coesfeld. Die Strecke führte über 203 Kilometer durch die Baumberge-Orte Nottuln, Havixbeck und Billerbeck nach Münster, wo sich das Ziel auf dem Schlossplatz befand. Die Streckenführung auf der Zielrunde verlief in Anlehnung an eine Etappe des Giro d’Italia, die im Jahr 2002 von Groningen nach Münster führte und ebenfalls vor dem fürstbischöflichen Schloss endete. Während Münster als Zielort gesetzt ist, wechselt der Start über unterschiedliche Orte des Münsterlandes und dementsprechend variiert auch die Strecke. Aufgrund der Covid-19-Pandemie endete das Rennen 2021 nicht wie sonst vor dem Schloss, sondern bereits im Vorort Nienberge.

## Geschichte
Ausgangspunkt des Sparkassen Münsterland Giro war die erste reguläre Etappe des Giro d’Italia 2002 am 12. Mai von Groningen nach Münster, woher auch der Namensteil „Giro“ des Radrennens rührt. Bereits im Vorfeld fand in den zwei Jahren zuvor je ein Rennen zur Probe und Vorbereitung auf den Giro statt. In den nachfolgenden Jahren fand in dieser Tradition ein Eintagesrennen von Groningen nach Münster statt, was aufgrund mangelnder Zuwendung der Stadt Groningen nicht mehr aufrechterhalten konnte. Seit 2006 stellen die Sparkassen im Münsterland und ihre Verbundpartner sich als Hauptsponsor zur Verfügung. Die Streckenführung wechselt jährlich.
Die erste Austragung des Rennens wurde von einer vierköpfigen Spitzengruppe bestimmt, die sich bereits auf der ersten Runde vom Hauptfeld absetzte und zeitweise bis zu acht Minuten Vorsprung herausfuhr. Der Sieger des Rennens, Paul Martens, war der letzte dieser Gruppe, der dem Druck des Feldes standhalten konnte und mit zwei Sekunden Vorsprung gewann. Seine einstigen Weggefährten Fabian Wegmann, Sebastian Siedler und Linus Gerdemann wurden auf der Zielrunde vom Feld eingeholt.
Neben dem Rennen der Profis fanden auch die Hochschulmeisterschaften im Einzelzeitfahren und auf der Straße statt.

## Palmarès
| Jahr                                          | Sieger              | Zweiter             | Dritter           |
| --------------------------------------------- | ------------------- | ------------------- | ----------------- |
| 2006                                          | Paul Martens        | Sjef De Wilde       | Marcel Sieberg    |
| 2007                                          | Jos van Emden       | Gerald Ciolek       | Stefan van Dijk   |
| 2008                                          | André Greipel       | Erik Zabel          | Robert Förster    |
| 2009                                          | Aleksejs Saramotins | Wouter Mol          | Thierry Hupond    |
| 2010                                          | Joost van Leijen    | Dirk Müller         | Robert Wagner     |
| 2011                                          | Marcel Kittel       | John Degenkolb      | Kris Boeckmans    |
| 2012                                          | Marcel Kittel       | Michaël Van Staeyen | Dylan Groenewegen |
| 2013                                          | Jos van Emden       | Tom Veelers         | Iljo Keisse       |
| 2014                                          | André Greipel       | John Degenkolb      | Tom Van Asbroeck  |
| 2015                                          | Tom Boonen          | Roy Jans            | Nikias Arndt      |
| 2016                                          | John Degenkolb      | Roy Jans            | Pascal Ackermann  |
| 2017                                          | Sam Bennett         | Phil Bauhaus        | André Greipel     |
| 2018                                          | Max Walscheid       | John Degenkolb      | Nils Politt       |
| 2019                                          | Álvaro Hodeg        | Pascal Ackermann    | Tim Merlier       |
| 2020 keine Austragung wegen COVID-19-Pandemie |                     |                     |                   |
| 2021                                          | Mark Cavendish      | Alexis Renard       | Morten Hulgaard   |
| 2022                                          | Olav Kooij          | Jasper Philipsen    | Max Walscheid     |
| 2023                                          | Per Strand Hagenes  | Kaden Groves        | Mads Pedersen     |
| 2024                                          | Jasper Philipsen    | Jordi Meeus         | Milan Fretin      |